# Анна Бук
Анна Бук (нар. 10 вересня 1970, Стокгольм, Швеція) — шведська співачка. 

## Дискографія
- 1985 Killsnack
- 1986 Längtar
- 1995 Anna
- 2006 Let's Dance + 13 favoriter
- 2006 ABC
- 2007 Samba Sambero